# Kohlu
Kohlu (en urdu y baluchi کوہلو) es una localidad de Pakistán, en la provincia de Baluchistán. La tribu marri es el principal grupo étnico de la ciudad.
Las instituciones educativas consisten en seis escuelas medianas inglesas y una universidad intermedia; a partir de 2013, una universidad de cadetes está en construcción. Alrededor del 87% de la población está compuesta por la tribu marri, 10% zarkun, el otro 3% son tribus mixtas que viven allí.[cita requerida]